# بنجامین وی
بنجامین وی (انگلیسی: Benjamin Wey؛ زادهٔ ) یک سرمایه‌دار اهل ایالات متحده آمریکا است.